# オゴスタ川
オゴスタ川（ブルガリア語: Ого̀ста）は、ブルガリアの河川である。ブルガリア北西部最大の川で、ドナウ川の右支流であり、チプロフスカ山（1,660m）の山頂とセルビア国境上を通る西バルカン山脈（スタラ・プラニナ]）の間に水源がある。チプロフツィ、モンタナ、ミジヤなどの町が川に沿って立ち並んでいる。南極大陸のサウス・シェトランド諸島に含まれるリヴィングストン島の地名であるオゴスタ・ポイントは、オゴスタ川から名前が取られている。
川の全長は147.4km、流域面積は3,157km2であり、40の支流が流れ込む。
川の下流での平均流水量は1秒あたり18m3である。川に沿って14の灌漑システム、8の水力発電所、13のダムが建てられている。
肥料の余剰によって川の汚染が引き起こされ、特に硝酸塩による水質汚染が著しい。肥料以外にも1950年から1999年の間に川の沿岸で集中的に採掘が行われ、工場も汚染の一因となった。しかし、川全体の水質が悪いわけではなく、川の上流部は比較的汚染されていない。
河水の用途は主に農業と畜産業であり、農作物や飼料の栽培、家畜の飲み水として使われる。